# Distretto regionale di Bulkley-Nechako
Il distretto regionale di Bulkley-Nechako (RDBN) è un distretto regionale della Columbia Britannica, Canada di 38 243 abitanti, che ha come capoluogo Burns Lake. Nel territorio del distretto si trovano vari laghi, tra i quali il Lago Majuba e lo Stuart Lake.

## Comunità
- Municipalità di distretto
  - Smithers
  - Vanderhoof
  - Houston
  - Fort St. James
  - Burns Lake
  - Telkwa
  - Fraser Lake
  - Granisle